# Jenkinshelea stonei
Jenkinshelea stonei är en tvåvingeart som beskrevs av Eileen D. Grogan och Wirth 1977. Jenkinshelea stonei ingår i släktet Jenkinshelea och familjen svidknott. Inga underarter finns listade i Catalogue of Life.